# Gmina Cerklje na Gorenjskem
Gmina Cerklje na Gorenjskem (słoweń.: Občina Cerklje na Gorenjskem) – gmina w Słowenii. W 2002 roku liczyła 6400 mieszkańców.

## Miejscowości
Miejscowości wchodzące w skład gminy Cerklje na Gorenjskem:

- Adergas
- Ambrož pod Krvavcem
- Apno
- Cerkljanska Dobrava
- Cerklje na Gorenjskem – siedziba gminy
- Češnjevek
- Dvorje
- Glinje
- Grad
- Lahovče
- Poženik
- Praprotna Polica
- Pšata
- Pšenična Polica
- Ravne
- Sidraž
- Spodnji Brnik
- Stiška vas
- Sveti Lenart
- Šenturška Gora
- Šmartno
- Štefanja Gora
- Trata pri Velesovem
- Vašca
- Velesovo
- Viševca
- Vopovlje
- Vrhovje
- Zalog pri Cerkljah
- Zgornji Brnik